# KMyMoney
KMyMoney ist eine KDE-Software zur Verwaltung persönlicher Finanzen. Das Programm funktioniert ähnlich wie Quicken und Microsoft Money. Es unterstützt verschiedene Konto-Typen, Kategorisierung von Einnahmen und Ausgaben, die Abstimmung von Bankkonten und das Importieren/Exportieren von Daten im QIF- und OFX-Format.
KMyMoney untersteht der GNU General Public License und ist damit freie Software.
Das Home-Banking wird über eine Plugin-Architektur ermöglicht. Im Unterbau wird AqBanking verwendet. Dem Funktionsprinzip liegt die doppelte Buchführung zu Grunde. Zusätzlich wird das Verwalten von Krediten und Wertpapieren ermöglicht.